# 우르자바바
우르자바바는 키시 제4왕조의 두 번째 왕으로  푸주르-신(푸주르수엔)의 왕자이며  쿡-바우(쿠바바)의 손자이다. 아카드 제국의 사르곤이 왕이 되기 전에 우르자바바의 컵을 지니고 다녔다고 한다.